# Хасэгава, Харухиса
Харухиса Хасэгава (яп. 長谷川 治久; род. 14 апреля 1957, Хиого) — японский футболист. Выступал за сборную Японии.

## Клубная карьера
После окончания Осакский университет коммерции в 1980 году Хасэгава стал игроком «Сересо Осака» (ранее — «Янмар Дизель»). В том сезоне клуб выиграл чемпионат страны, а в 1983 и 1984 году победил в Кубке лиги. В 1987 году Хасэгава завершил карьеру. Он сыграл 75 матчей и забил 24 гола в чемпионате, а в 1982 году был включен в символическую сборную национального чемпионата.

## Карьера в сборной
19 ноября 1978 года, когда Хасэгава ещё был студентом, он дебютировал за сборную Японии против Советского Союза в рамках серии товарищеских матчей. А через месяц он выступил на Азиатских играх. В 1980 он участвовал в квалификации летних Олимпийских игр и отборочных матчах к чемпионату мира 1982 года. Всего за национальную команду Хасэгава провел 15 игр и забил 4 гола. Завершил выступления в 1981 году после встречи с Южной Кореей.

## Статистика

### В сборной
| Сборная Японии | Сборная Японии | Сборная Японии |
| Год            | Игры           | Голы           |
| -------------- | -------------- | -------------- |
| 1978           | 4              | 0              |
| 1979           | 1              | 0              |
| 1980           | 9              | 4              |
| 1981           | 1              | 0              |
| Итого          | 15             | 4              |